# Mistrzostwa Świata w Kajakarstwie 1978
14. Mistrzostwa świata w kajakarstwie odbyły się w dniach 10–13 sierpnia 1978 w Belgradzie.
Rozegrano 15 konkurencji męskich i 3 kobiece. Mężczyźni startowali w kanadyjkach jedynkach (C-1) i dwójkach (C-2) oraz w kajakach jedynkach (K-1), dwójkach (K-2) i czwórkach (K-4), zaś kobiety w kajakach jedynkach, dwójkach i czwórkach. Liczba i rodzaj konkurencji nie zmieniły się od poprzednich mistrzostw.
Pierwsze miejsce w klasyfikacji medalowej wywalczyli reprezentanci Niemieckiej Republiki Demokratycznej.

## Medaliści

### Mężczyźni

#### Kanadyjki
| Konkurencja: | Złoto:                                 | Rezultat | Srebro:                                     | Rezultat | Brąz:                                       | Rezultat |
| C-1 500 m    | Lubomir Lubenow                        | 1:57,14  | Gyula Hajdú                                 | 1:57,30  | Serhij Łymynowycz                           | 1:57,90  |
| C-1 1000 m   | Matija Ljubek                          | 4:05,26  | Tamás Wichmann                              | 4:05,62  | Ivan Patzaichin                             | 4:05,99  |
| C-1 10 000 m | Ivan Patzaichin                        | 47:03,33 | Tamás Wichmann                              | 47:15,40 | Matija Ljubek                               | 47:18,08 |
| C-2 500 m    | Węgry · László Foltán · István Vaskuti | 1:46,50  | ZSRR · Serhij Petrenko · Petras Grigonis    | 1:46,96  | Rumunia · Gheorghe Simionov · Toma Simionov | 1:48,10  |
| C-2 1000 m   | Węgry · Tamás Buday · Oszkár Frey      | 3:46,02  | Rumunia · Gheorghe Simionov · Toma Simionov | 3:46,35  | ZSRR · Siergiej Postriechin · Jurij Łobanow | 3:49,49  |
| C-2 10 000 m | Węgry · Tamás Buday · István Vaskuti   | 42:53,15 | Rumunia · Gheorghe Simionov · Toma Simionov | 43:15,73 | ZSRR · Wiktar Worobiow · Aleksandr Bieły    | 43:21,99 |

#### Kajaki
| Konkurencja: | Złoto:                                                                                  | Rezultat | Srebro:                                                                                   | Rezultat | Brąz:                                                                                       | Rezultat |
| K-1 500 m    | Vasile Dîba                                                                             | 1:47,45  | Uładzimir Parfianowicz                                                                    | 1:48,27  | Peter Hempel                                                                                | 1:48,74  |
| K-1 1000 m   | Rüdiger Helm                                                                            | 3:49,43  | Milan Janić                                                                               | 3:50,42  | Witalij Trukszin                                                                            | 3:50,64  |
| K-1 10 000 m | Milan Janić                                                                             | 44:34,76 | Mikałaj Stiepanienka                                                                      | 44:37,03 | István Joós                                                                                 | 44:53,10 |
| K-2 500 m    | NRD · Bernd Olbricht · Rüdiger Helm                                                     | 1:36,12  | Rumunia · Nicușor Eșanu · Ion Bîrlădeanu                                                  | 1:37,34  | ZSRR · Siergiej Czuchraj · Uładzimir Tajnikow                                               | 1:37,81  |
| K-2 1000 m   | ZSRR · Siergiej Czuchraj · Uładzimir Tajnikow                                           | 3:27,29  | Norwegia · Einar Rasmussen · Olaf Søyland                                                 | 3:27,38  | Węgry · Zoltán Bakó · István Szabó                                                          | 3:29,29  |
| K-2 10 000 m | Węgry · Zoltán Bakó · István Szabó                                                      | 40:23,91 | Francja · Alain Lebas · Jean-Paul Hanquier                                                | 40:24,36 | Rumunia · Nicușor Eșanu · Grigore Constantin                                                | 40:32,70 |
| K-4 500 m    | NRD · Frank-Peter Bischof · Bernd Duvigneau · Roland Graupner · Harald Marg             | 1:29,26  | Hiszpania · Herminio Menéndez · Martin Vázquez · José Ramón López · Luis Gregorio Ramos   | 1:30,10  | Polska · Ryszard Oborski · Daniel Wełna · Grzegorz Kołtan · Henryk Budzicz                  | 1:30,19  |
| K-4 1000 m   | NRD · Frank-Peter Bischof · Bernd Duvigneau · Rüdiger Helm · Harald Marg                | 3:05,64  | Rumunia · Nicușor Eșanu · Ion Bîrlădeanu · Mihai Zafiu · Alexandru Giura                  | 3:06,74  | Hiszpania · Herminio Menéndez · José María Esteban · José Ramón López · Luis Gregorio Ramos | 3:07,34  |
| K-4 10 000 m | ZSRR · Aleksandr Szaparenko · Siergiej Nikolski · Władimir Morozow · Aleksandr Awdiejew | 35:43,39 | Polska · Andrzej Klimaszewski · Krzysztof Lepianka · Zbigniew Torzecki · Zdzisław Szubski | 35:59,55 | Rumunia · Cuprian Macarencu · Ciobann Marian · Ștefan Popa · Nicolae Țicu                   | 36:32,21 |

### Kobiety

#### Kajaki
| Konkurencja: | Złoto:                                                                  | Rezultat | Srebro:                                                                         | Rezultat | Brąz:                                                                     | Rezultat |
| K-1 500 m    | Roswitha Eberl                                                          | 1:59,80  | Olga Makarova                                                                   | 2:03,02  | Maria Cosma                                                               | 2:03,23  |
| K-2 500 m    | NRD · Marion Rösiger · Martina Fischer                                  | 1:48,50  | ZSRR · Natalja Kałasznikowa · Nina Doroch                                       | 1:49,52  | Rumunia · Agafia Orlov · Nastasia Nikitov                                 | 1:50,01  |
| K-4 500 m    | NRD · Marion Rösiger · Roswitha Eberl · Carsta Genäuß · Martina Fischer | 1:38,00  | Bułgaria · Wania Geszewa · Marija Minczewa · Natasza Janakiewa · Ilana Nikołowa | 1:40,88  | Rumunia · Agafia Orlov · Nastasia Nikitov · Maria Nicolae · Nastasia Buri | 1:40,91  |

## Klasyfikacja medalowa
| Miejsce | Państwo    | Złoto | Srebro | Brąz | Razem |
| ------- | ---------- | ----- | ------ | ---- | ----- |
| 1       | NRD        | 7     | 0      | 1    | 8     |
| 2       | Węgry      | 4     | 3      | 2    | 9     |
| 3       | ZSRR       | 2     | 5      | 5    | 12    |
| 4       | Rumunia    | 2     | 4      | 7    | 13    |
| 5       | Jugosławia | 2     | 1      | 1    | 4     |
| 6       | Bułgaria   | 1     | 1      | 0    | 2     |
| 7       | Hiszpania  | 0     | 1      | 1    | 2     |
| 7       | Polska     | 0     | 1      | 1    | 2     |
| 9       | Francja    | 0     | 1      | 0    | 1     |
| 9       | Norwegia   | 0     | 1      | 0    | 1     |
|         | Razem      | 18    | 18     | 18   | 54    |